# Жидкофазная эпитаксия
Жидкофазная эпитаксия (англ. Liquid phase epitaxy, LPE) — разновидность эпитаксии как одного из технологических методов, применяемых для получения многослойных полупроводниковых соединений, таких как GaAs, CdSnP2, а также является основным способом получения монокристаллического кремния (Метод Чохральского).

## Описание
На первом этапе жидкофазной эпитаксии готовится шихта из вещества наращиваемого слоя, легирующей примеси (может быть подана и в виде газа) и металла-растворителя, имеющего низкую температуру плавления и хорошо растворяющий материал подложки (Ga, Sn, Pb). Процесс проводят в атмосфере азота и водорода (для восстановления оксидных плёнок на поверхности подложек и расплава) или в вакууме (предварительно восстановив оксидные плёнки). Расплав наносится на поверхность подложки, частично растворяя её и удаляя загрязнения и дефекты. После выдержки при максимальной температуре ≈ 1000 °C начинается медленное охлаждение. Расплав из насыщенного состояния переходит в пересыщенное и избытки полупроводника осаждаются на подложку, играющую роль затравки.
Существуют три типа контейнеров для проведения эпитаксии из жидкой фазы: вращающийся (качающийся), пенального типа, шиберного типа.

Следует отметить, что в современной полупроводниковой промышленности данный метод уже давно не используется, ввиду сложности контроля параметров получаемых плёнок (толщина, однородность толщины, значение стехиометрического коэффициента), их относительно низкого качества, малой производительности метода. Вместо него используется газофазная эпитаксия, нашедшая первое промышленное применение для роста простых плёнок полупроводников IV группы таблицы Менделеева (Ge, Si), а позже, с развитием технологии, вытеснившая жидкофазную эпитаксию из роста плёнок полупроводников типа AIIIBV и AIIBVI. Также заменой является молекулярно-лучевая эпитаксия, позволяющая проводить осаждение практически любых материалов. Однако, для некоторых экзотических полупроводниковых соединений на данный момент является единственно возможной, и остается вопросом лабораторных исследований.— Ю. В. Панфилов «Оборудование производства интегральных микросхем и промышленные роботы»
Метод жидкофазной эпитаксии вытесняет конкурирующие технологии в изготовлении высокотемпературных фотоэлементов, к примеру он оказался единственно возможным для фотоэлементов АМС MESSENGER.